# Дзежно
Дзежно (пол. Dzierzno) — село в Польщі, у гміні Сведзебня Бродницького повіту Куявсько-Поморського воєводства.
Населення — 229 осіб (2011).
У 1975-1998 роках село належало до Торунського воєводства.

## Демографія
Демографічна структура станом на 31 березня 2011 року:
|          | Загалом | Допрацездатний вік | Працездатний вік | Постпрацездатний вік |
| -------- | ------- | ------------------ | ---------------- | -------------------- |
| Чоловіки | 111     | 30                 | 74               | 7                    |
| Жінки    | 118     | 22                 | 66               | 30                   |
| Разом    | 229     | 52                 | 140              | 37                   |